# خوزه ماریا سیلورو
خوزه ماریا سیلورو (انگلیسی: José María Silvero; ۲۱ سپتامبر ۱۹۳۱ – ۲ اوت ۲۰۱۰) بازیکن فوتبال اهل آرژانتین بود.
از باشگاه‌هایی که در آن بازی کرده‌است می‌توان به باشگاه فوتبال استودیانتس، باشگاه فوتبال بوکا جونیورز، و شیکاگو اسپرز اشاره کرد.